# Opisthoxia branickiaria
Opisthoxia branickiaria är en fjärilsart som beskrevs av Charles Oberthür 1883. Opisthoxia branickiaria ingår i släktet Opisthoxia och familjen mätare. Inga underarter finns listade i Catalogue of Life.